# Italo Florio
Italo Florio (Cosenza, 12 agosto 1953) è un ex calciatore italiano, di ruolo attaccante.

## Carriera
Cresce nella Fiorentina, che lo preleva nel 1969 dal Cariocas Cosenza, e con la quale debutta in Serie A il 30 gennaio 1972 nella partita Napoli-Fiorentina. Con i viola disputa anche una gara nella Coppa Mitropa 1971-1972.
Nella stagione successiva passa al Bari, dove disputa due stagioni in Serie B e altrettante in Serie C. Attaccante piuttosto estroso, in Puglia è ricordato anche per un episodio avvenuto durante una partita contro l'Arezzo in cui, dopo l'ennesimo fallo subìto, si fermò e si sedette sul pallone per protesta.
Nell'ottobre 1976 passa alla Reggiana e l'anno successivo al Barletta, in Serie C, per poi disputare un altro campionato di Serie B con il Matera nella stagione 1979-1980, e uno in Serie C1 l'anno seguente.
In carriera, oltre alle 5 presenze in Serie A con la maglia della Fiorentina, ha totalizzato 87 presenze e 8 reti in tre stagioni giocate in Serie B con Bari e Matera; con le 6 reti messe a segno coi lucani nella stagione 1979-1980 è tuttora il migliore marcatore materano in seconda serie.